# Тамаринский (Зиминский район)
Тамаринский — упразднённый населённый пункт в Зиминском районе Иркутской области на территории Зулумайского сельского поселения.

## Происхождение названия
Вероятнее всего, название Тамаринский по происхождению отыменное или отфамильное. Однако, возможно также, что это название — русифицированное бурятское "түмэр" — "железо". Можно предположить, что здесь когда-то добывалась железная руда.

## История
Населённый пункт основан в начале-середине XX века. По данным на 1966 год, село Тамаринск, входившее в состав Зулумайского сельсовета. На топографической карте Генштаба СССР 1984 года населённый пункт Тамаринский отмечен как нежилой. На 1985 год - развалины.

## Память
12 июля 2016 года в селе Басалаевка был установлен поклонный крест в память об исчезнувших населённых пунктах Тамаринский, а также Голтэй 1-й, Голтэй 2-й, Кувардинск, Ленковский, Междугранки, Толмачево и их жителях, похороненных на заброшенных кладбищах.